# Panca Tunggal (Merbau Mataram)
Panca Tunggal is een bestuurslaag in het regentschap Lampung Selatan van de provincie Lampung, Indonesië. Panca Tunggal telt 3999 inwoners (volkstelling 2010).